# 白屏山
白屏山（韓語：백병산）是一座位于韓國江原道太白市的山峰，主峰標高海拔1259公尺。